# Robert Greenhut
Robert N. Greenhut (* 15. Dezember 1941 in New York) ist ein US-amerikanischer Filmproduzent.

## Leben und Wirken
Greenhut hatte Musik an der University of Miami studiert, ehe er im Alter von 25 Jahren zum Film wechselte. Sein erster erwähnenswerter Job war der eines Produktionsassistenten bei Arthur Hillers Komödie The Tiger Makes Out. In den folgenden sechs Jahren diente er sich über die Aufgaben eines Aufnahmeleiters und Regieassistenten zum Produktionsleiter hinauf. In letztgenannter Funktion war Greenhut an so gewichtigen Produktionen wie der Biografie Lenny mit Dustin Hoffman und dem Krimi Hundstage mit Al Pacino beteiligt.
1975 lernte er den New Yorker Filmemacher Woody Allen kennen, mit dem ihn fortan eine zwei Jahrzehnte währende intensive Filmpartnerschaft verbinden sollte. Bei dem Drama aus der McCarthy-Ära Der Strohmann, einem der wenigen Filme, in denen Allen ausschließlich vor der Kamera stand, kooperierten beide erstmals miteinander. Zusammen mit den Produzentenkollegen Charles H. Joffe und Jack Rollins zeichnete Robert Greenhut für die Herstellung einer beträchtlichen Anzahl von großen Publikumserfolgen Allens mitverantwortlich, darunter Der Stadtneurotiker, Manhattan und Hannah und ihre Schwestern.
Zwischendurch war Greenhut aber auch an der Herstellung von Filmen anderer Regisseure beteiligt; darunter vor allem Werke von Mike Nichols. Außerdem produzierte er Miloš Formans Musicaladaption Hair, die melancholische Komödie Arthur – Kein Kind von Traurigkeit, Martin Scorseses King of Comedy sowie eine Reihe von Penny-Marshall-Inszenierungen.

## Auszeichnungen
Bei der Oscarverleihung 1987 wurde Greenhut mit Hannah und ihre Schwestern in der Kategorie Bester Film nominiert.
1989 erhielt er den Crystal Apple Award vom Film Office des New Yorker Bürgermeisters in Anerkennung seines Beitrages zur Filmlandschaft New Yorks. Im selben Jahr nahm er den Eastman Kodak Award für sein Lebenswerk in Empfang.

## Privates
Greenhut ist mit der zwei Jahre jüngeren Auktionskoordinatorin der Firma Christie’s, Ellen F. Greenhut, verheiratet. Die Vermählung ihrer Tochter Caryn Eileen Greenhut im Juni 2005 war ein gesellschaftliches Ereignis, über das die New York Times berichtete.